# Bahnhof Aioi (Gunma)
Der Bahnhof Aioi (jap. 相老駅 Aioi-eki) ist ein Bahnhof auf der japanischen Insel Honshū. Er wird gemeinsam von den Bahngesellschaften Tōbu Tetsudō und Watarase Keikoku Tetsudō betrieben und befindet sich in der Präfektur Gunma auf dem Gebiet der Stadt Kiryū.

## Verbindungen
Aioi ist ein Anschlussbahnhof, an dem die Tōbu Kiryū-Linie der Bahngesellschaft Tōbu Tetsudō und die Watarase-Keikoku-Linie der Watarase Keikoku Tetsudō aufeinandertreffen. Auf der Tōbu Kiryū-Linie wird ein Halbstundentakt angeboten, der während der Hauptverkehrszeit auf drei Züge je Stunde verdichtet wird. Nahverkehrszüge fahren von Higashi-Koizumi über Aioi, Ōta nach Akagi. Jeweils ein Zug stündlich ist ein Eilzug oder Schnellzug der Gattung Ryōmō. Erstere verbinden Akagi mit Ōta und Tatebayashi, letztere fahren über Tatebayashi hinaus umsteigefrei bis nach Asakusa im Zentrum der Hauptstadt Tokio. Die Watarase-Keikoku-Linie wird von Nahverkehrszügen ungefähr alle ein bis zwei Stunden auf ihrer ganzen Länge zwischen Kiryū und Matō befahren, ergänzt durch Züge für den Schüler- und Pendlerverkehr bis Ōmama. Hinzu kommen verschiedene touristische Ausflugszüge. Die Bushaltestelle auf dem östlichen Bahnhofsvorplatz wird von zwei Linien der städtischen Gesellschaft Orihime Bus bedient.

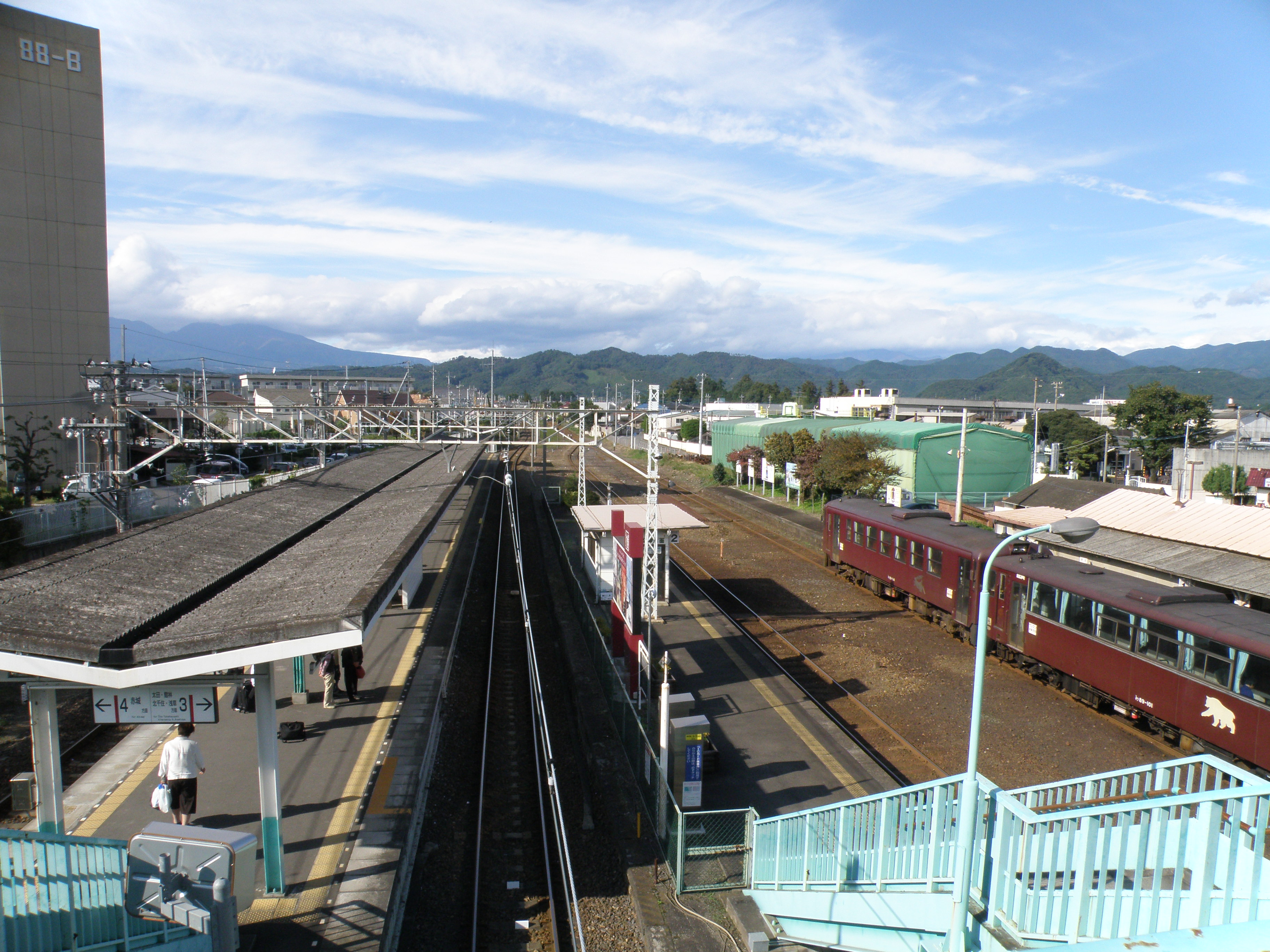
Übersicht der Bahnsteige

## Anlage
Der Bahnhof steht westlich des Stadtzentrums in der Mitte des Stadtteils Aioichō, der von gemischten Wohn- und Geschäftsvierteln geprägt ist. Die ebenerdige Anlage ist von Nordwesten nach Südosten ausgerichtet und umfasst vier Gleise, die alle dem Personenverkehr dienen. Diese liegen an zwei Mittelbahnsteigen, die beide größtenteils überdacht sind. Das östlichste Gleis liegt auch am Hausbahnsteig und ist somit von zwei Seiten her zugänglich. Eine Besonderheit ist, dass die Gleise den Bahngesellschaften fest zugeteilt sind; d. h. die Streckengleise verlaufen zwar parallel, sind aber nicht miteinander verbunden. Vom südlichen Ende der Mittelbahnsteige aus stellt eine gedeckte Fußgängerbrücke die Verbindung zum hölzernen Empfangsgebäude an der Ostseite her.
Im Fiskaljahr 2019 nutzten täglich durchschnittlich 874 Fahrgäste den Bahnhof. Davon entfielen 696 auf die Tōbu Tetsudō und 178 auf die Watarase Keikoku Tetsudō.

## Gleise
| 1 | ▉ Watarase-Keikoku-Linie | Kiryū                                                        |
| 2 | ▉ Watarase-Keikoku-Linie | Ōmama • Matō                                                 |
| 3 | ▉ Tōbu Kiryū-Linie       | Ōta • Tatebayashi • Tōbu-dōbutsu-kōen • Kita-Senju • Asakusa |
| 4 | ▉ Tōbu Kiryū-Linie       | Akagi                                                        |

## Linien
| Verlauf der Watarase-Keikoku-Linie |
| --- |
| Kiryū • Shimo-Shinden • Aioi • Undō-kōen • Ōmama • Kami-Kambai • Motojuku • Mizunuma • Hanawa • Nakano • Konaka • Gōdo • Sōri • Haramukō • Tsūdō • Ashio • Matō |

## Geschichte

Gleisplan der Strecken um Kiryū

Die Ashio Tetsudō eröffnete den Bahnhof am 15. April 1911, zusammen mit dem vom Bahnhof Kiryū nach Ōmama führenden Abschnitt der Watarase-Keikoku-Linie. Am 19. März 1913 kam die Tōbu Tetsudō hinzu, als sie die den Abschnitt Ōta–Aioi der Tōbu Kiryū-Linie in Betrieb nahm. Die Watarase-Keikoku-Linie, die vor allem für den Güterverkehr vom und zum Ashio-Kupferbergwerk von Bedeutung war, wurde am 1. Juni 1918 verstaatlicht. Die Tōbu Tetsudō verlängerte ihre Strecke am 18. März 1932 nach Akagi, um eine Verbindung zur Ryōmō-Linie zu schaffen. Im Rahmen der Privatisierung der Japanischen Staatsbahn ging der staatliche Teil des Bahnhofs am 1. April 1987 zunächst in den Besitz von JR East über; am 29. März 1989 wurde er an die Watarase Keikoku Tetsudō übertragen.